# Риналдо (француски еп)
Риналдо је херој француског епа, који је постао веома популаран у Италији. Измишљени лик из каролиншког циклуса, један од дванаест паладина Француске који чине изабрану гарду цара Карла Великог. Орландов рођак и ривал у љубави, бори се са лепом Анђеликом и у делима "Заљубљени Орландо" и "Бесни Орландо". У првим Chansons де гесте, његове карактеристике, као и његових седморо браће, су храброст, послушност краљу, сурова породица, феудална и борилачка дисциплина; али истовремено Риналдо не занемарује понос бунта и осећај сопствене самосталности. 

## Легенда о Риналду
.
Приказан је као лик веома јаке хришћанске вере. Иако што се тиче других ликова у легендама о Карлу Великом, постоји мали делић истине који сугерише његово стварно постојање, многи верују да је Риналдо лик чисте фантазије који је створио Тасо, који га ставља као потомка породице Есте. Син Амонеа и Брадамантеов брат, заљубљен у Анђелику и стога је противник Орланда у Бесном Орланду од Ариоста. Чаробни коњ којег је поседовао, Бајардо, помогао му је да пронађе Анђелику након битке код Монталбана. Лик Риналда се такође појављује у Ослободјеном Јерусалиму Торквата Таса. У почетку је Анђелика била јако заљубљена у Риналда, док је он њу мрзео. Једног дана, међутим, њих двоје су пили из магичног извора и ствари су се промениле: Риналдо се лудо заљубио у Анђелику, а она је уместо тога почела да га мрзи. У Ослобођен Јерусалиму је опчињен од стране Армиде, чаробнице позната по томе што је шармер мушкараца, и лудо се заљубљује у њу. Затим је намамљен у палату Армиде, на Срећним острвима, где постоји нека врста „башта задовољстава“ и он проводи неко време са чаробницом, препуштајући се разним ужицима тела.

### Анђелика
Анђелика је један од протагониста песме Лудовика Ариоста. Лепа је и стручна за магијске уметности, она, у ствари, има прстен који јој омогућава да постане невидљива. Отац ју је послао у Француску, са њеним братом Аргалијом, да зароби хришћанске паладине. Када је стигао у Француску, најављен је турнир који је освојио Сарацен Ферау. Орландо, хришћански паладин, заљубљује се у Анђелику и изазива Сарацена, али она бежи и пије из извора љубави и заљубљује се у Риналда, Орландовог рођака, док Риналдо пије из фонтане незадовољства и постаје Анђеликин непријатељ. Анђелика, коју јури Риналдо, бежи кроз шуме Француске док не прође поред реке на чијој обали је Ферау, који покушава да поврати кацигу која је пала у воду. Ферау прекида потрагу да би се вратио да потражи свој шлем. У међувремену Анђелика наставља да галопира и после дана и ноћи застаје да се одмори у шумици између две реке. У близини проналази Сакрипантеа, који је такође заљубљен у њу и одлучује да га искористи како би се отарасила свих других прогонитеља. 

## Риналдо у делима
- Бесни Орландо - је у књижевности епски спев италијанског песника Лудовика Ариоста и једно је од најбољих књижевних остварења италијанске ренесансе. У д‌елу се описују витешки подвизи и несрећна љубав витеза Орланда у ратовима против Сарацена у раном средњем веку, и то на симпатично-иронични начин[5].

- Заљубљени Орландо - је италијански еп Лодовика Ариоста, који је извршио широки утицај на каснију културу. Прва верзија се појавила 1516. године мада песма није објављена у целости до 1532. године. Ова поема је својеврсни наставак раније поеме Матеа Бојарда Заљубљени Орландо[6].

## Риналдо у књижевности
Појављује се у многим другим кантарима, песмама и витешким романима од средњег века:
- Четири сина Амонеа- Риналдо је један од херојских синова војводе Амонеа, који се сукобљавају са Карлом Великим само да би се помирили са њим. Радња се завршава смрћу паладина, која се дешава у Келну након путовања у Свету земљу.

- Кантари Риналдоа од Монте Албана- Риналдо - је такође овде представљен као побуњеник против Карла Великог, бежи у ово изгнанство на Истоку; дело је подељено на 51 кантар и пренето је из рукописа „Палатино из Националне библиотеке у Фиренци.

- Морганте од Луиђија Пулчија (1478) - Риналдо прати Орланда на исток и заљубљује се у Антеу, султанову ћерку, која га изазива на двобој.

- Орландо заљубљен од Бојарда (1495) - Риналдо стиже до свог рођака Орланда на Истоку и сукоби се с њим због љубави према Анђелики, прелепој принцези од Катаја, у почетку Риналдо мрзи Анђелику, али се касније ситуација претвара у сушту супротност, када њих двоје пију из извора љубави и незадовољства, изазивајући тако низ неспоразума.

- Бесни Орландо од Лудовика Ариоста (1532) - полетни Риналдо је заљубљен у двосмислену Анђелику, али он је тај који баца у бекство логор Маура у близини Париза и приморава их да се склоне у Арли.

- Риналдо, рано дело Торквата Таса (1562): говори о младости паладина.

- Риналдо од Монт'Албана, омладинска трагикомедија Карла Голдонија (1736)[7].